# Atletismo nos Jogos Pan-Americanos de 1987 - 400 m com barreiras feminino
As provas dos 400 m com barreiras feminino nos Jogos Pan-Americanos de 1987 foram realizadas em 11 e 12 de agosto em Indianápolis, Estados Unidos.

## Medalhistas
| Ouro                               | Prata                     | Bronze                               |
| Judi Brown-King USA Estados Unidos | Sandra Farmer JAM Jamaica | LaTanya Sheffield USA Estados Unidos |

## Resultados

### Eliminatórias
| Posição | Eliminatória | Nome              | Nacionalidade      | Tempo | Notas |
| ------- | ------------ | ----------------- | ------------------ | ----- | ----- |
| 1       | 1            | Judi Brown-King   | USA Estados Unidos | 56.32 | Q     |
| 2       | 1            | Tania Fernández   | CUB Cuba           | 57.08 | Q     |
| 3       | 1            | Liliana Chalá     | ECU Equador        | 57.67 | Q     |
| 4       | 1            | Gwen Wall         | USA Estados Unidos | 58.96 | q     |
| 1       | 2            | Sandra Farmer     | JAM Jamaica        | 57.01 | Q     |
| 2       | 2            | Odalys Hernández  | CUB Cuba           | 57.56 | Q     |
| 3       | 2            | LaTanya Sheffield | USA Estados Unidos | 57.66 | Q     |

### Final
| Posição           | Raia | Nome              | Nacionalidade      | Tempo | Notas  |
| ----------------- | ---- | ----------------- | ------------------ | ----- | ------ |
| Medalha de ouro   | 5    | Judi Brown-King   | USA Estados Unidos | 54.23 | PR, NR |
| Medalha de prata  | 6    | Sandra Farmer     | JAM Jamaica        | 54.59 | NR     |
| Medalha de bronze | 4    | LaTanya Sheffield | USA Estados Unidos | 56.15 |        |
| 4                 | 3    | Tania Fernández   | CUB Cuba           | 56.33 |        |
| 5                 | 7    | Liliana Chalá     | ECU Equador        | 57.13 | NR     |
| 6                 | 1    | Odalys Hernández  | Cuba               | 57.41 |        |
| 7                 | 8    | Dana Wright       | Canadá             | 57.50 |        |
| 8                 | 2    | Gwen Wall         | Canadá             | 58.82 |        |